# Foho Duadatok
Der Foho Duadatok (kurz Duadatok) ist ein Berg in der osttimoresischen Gemeinde Bobonaro. Er liegt im Westen des Sucos Leolima (Verwaltungsamt Balibo) und hat eine Höhe von 497 m. An seinem Fuß im Süden liegt das Dorf Taumrian. Nordöstlich befindet sich das Dorf Oetapo. Nordwestlich erhebt sich der Samono, mit 707 m der höchste Berg des Sucos.